# 박재현 (농구인)
박재현(朴在賢, 1970년 10월 14일 ~ 2004년 11월 8일)는 대한민국의 전 농구 선수 및 농구 코치이다.

## 생애
계성고등학교를 졸업했으며, 동국대학교를 거쳐 1997년 대전 현대 다이넷에 입단하였다. 이후 팀의 파워 포워드 백업요원으로서 1997년과 1998년 팀의 2연속 우승에 기여했으며, 1999년 광주 골드뱅크 클리커스로 이적하였다. 그 뒤 2000년 부산 기아 엔터프라이즈로 다시 팀을 옮겼으며, 2001년 은퇴를 선언하였다.
은퇴 이후 2003년부터 수원여자고등학교의 코치를 맡았으며, 그 해 5월 위암 진단을 받고 투병 생활을 하다가 2004년 11월 8일 상계백병원에서 사망했다.